# Големи срамни устни
Големите срамни устни, познати още като големи лабии или външни срамни устни (labium majus pudendi), представляват две кожни гънки със съединителнотъканна основа, които се спускат откъм перинеума симетрично от двете страни. Лабиите стават по-плоски към перинеума и у някои жени се губят в него, а у други задните краища се съединяват на 3 – 4 см от ануса с една комисура (commisura labiorum dorsalis), която понякога може да не е ясно очертана. Отстрани те се ограничават от бедрото с дългообразния sulcus genitofemoralis. Между комисурата и долния участък на химена се формира вдлъбнатина – ладийна ямка (на латински: fossa navicularis). Задната комисура често се разкъсва по време на раждане.
При нераждали жени големите срамни устни се допират плътно една до друга, за да образуват между тях, т. нар. срамна цепка (на латински: rima pudendi).

## Анатомия
Кожата на външната им повърхност е по-груба и окосмена, а на вътрешната е нежна, гладка, леко гланцирана, розова, с изглед на мукоза. Те съдържат различно количество подкожна мастна тъкан. Кожата на големите лабии, на mons pubis (венерино възвишение) и по sulcus genitofemoralis притежава мастни и потни жлези. Вътрешната повърхност на лабиите няма потни жлези, но е богата на мастни такива. Между лабиите лежи бразда – срамна бразда (rima pudendi). При някои жени големите срамни устни се допират една до друга, а при други те са раздалечени.
Кръвоснабдяването на големите срамни устни се осъществява от вътрешната срамна артерия (на латински: a. pudenda interna) и външната срамна артерия (на латински: a. pudenda externa). Венозната кръв се оттича по v. pudenda interna et externa.
Лимфата от големите срамни устни се оттича към ингвиналните лимфни възли.
Инервацията се извършва от влагалищното сплетение (на латински: plexus vaginalis).